# Otto Hahn (Politiker)
Otto Hahn (geboren 5. Oktober 1888 in Wien, Österreich-Ungarn; gestorben 10. April 1946 in London) war ein sozialdemokratischer Politiker der deutschen Minderheit in der Tschechoslowakei.

## Leben
Otto Hahn kam aus einer jüdischen Familie. Er studierte an der Universität Wien, wo er auch promoviert wurde. Später zog er nach Reichenberg, wo er Redakteur der sozialdemokratischen Zeitung Vorwärts wurde. Ab 1919 war er Mitglied der Deutschen Sozialdemokratischen Arbeiterpartei in der Tschechoslowakei (DSAP).
Bei den Wahlen 1920 gewann er für die sozialdemokratische Partei ein Mandat in der Nationalversammlung der Tschechoslowakischen Republik. Schon 1921 wechselte er jedoch zur Fraktion der tschechoslowakischen Sozialdemokratischen Linken, mit denen er jedoch auch bald wieder brach und sich wieder der DSAP zuwandte. Im Dezember 1921 wurde ihm durch das tschechoslowakische Wahlgericht das Mandat aberkannt. Hahn führte daraufhin ab 1922 den Verband der deutschen öffentlichen Angestellten in der Tschechoslowakei.
1935 wurde er in die Böhmische Landesvertretung gewählt, der er bis 1938 angehörte.
Nach der deutschen Besetzung des Sudetenlandes floh er 1938 nach Prag, im Oktober emigrierte er dann nach Großbritannien. Ab 1941 arbeitete er für die Exilgewerkschaften der Tschechoslowakei.